# 24 uur van Daytona 1997
De 24 uur van Daytona 1997 was de 35e editie van deze endurancerace. De race werd verreden op 1 en 2 februari 1997 op de Daytona International Speedway nabij Daytona Beach, Florida.
De race werd gewonnen door de Dyson Racing #20 van Elliott Forbes-Robinson, John Schneider, Rob Dyson, John Paul jr., Butch Leitzinger, Andy Wallace en James Weaver. Voor Paul, Leitzinger en Wallace was het hun tweede Daytona-zege, terwijl Forbes-Robinson, Schneider, Dyson en Weaver hun eerste overwinning behaalden. De GTS-2-klasse werd gewonnen door de Roock Racing #99 van Ralf Kelleners, Claudia Hürtgen, Patrice Goueslard en André Ahrlé. De GTS-1-klasse werd gewonnen door de Rohr Corp. #01 van Jochen Rohr, Andy Pilgrim, Harald Grohs en Arnd Meier. De GTS-3-klasse werd gewonnen door de Prototype Technology Group, Inc. #10 van Javier Quiros, Derek Hill, Boris Said, Bill Auberlen en Tom Hessert jr.

## Race
Winnaars in hun klasse zijn vetgedrukt.
| Pos. | Klasse | No. | Team                              | Coureurs                                                                                                  | Chassis                    | Banden | Ronden |
| ---- | ------ | --- | --------------------------------- | --- | -------------------------- | ------ | ------ |
| 1    | WSC    | 20  | Dyson Racing                      | Elliott Forbes-Robinson John Schneider Rob Dyson John Paul jr. Butch Leitzinger Andy Wallace James Weaver | Riley & Scott Mk. III      | G      | 690    |
| 2    | WSC    | 3   | Team Scandia                      | Fermín Vélez Andy Evans Charles Morgan Rob Morgan                                                         | Ferrari 333 SP             | G      | 689    |
| 3    | WSC    | 4   | Dibos Racing                      | Eduardo Dibós Chappuis Jim Pace Barry Waddell                                                             | Riley & Scott Mk. III      | P      | 672    |
| 4    | GTS-2  | 99  | Roock Racing                      | Ralf Kelleners Claudia Hürtgen Patrice Goueslard André Ahrlé                                              | Porsche 911 GT2            | M      | 665    |
| 5    | GTS-1  | 01  | Rohr Corp.                        | Jochen Rohr Andy Pilgrim Harald Grohs Arnd Meier                                                          | Porsche 911 GT2            | P      | 663    |
| 6    | GTS-1  | 74  | Champion Porsche                  | Hans-Joachim Stuck Bill Adam Thierry Boutsen                                                              | Porsche 911 GT2            | P      | 661    |
| 7    | WSC    | 30  | Moretti Racing                    | Gianpiero Moretti Antônio Hermann Derek Bell Didier Theys                                                 | Ferrari 333 SP             | Y      | 660    |
| 8    | GTS-2  | 03  | Roock Racing                      | Philippe de Craene Zak Brown Dirk Layer Michel Ligonnet                                                   | Porsche 911 GT2            | P      | 651    |
| 9    | GTS-3  | 10  | Prototype Technology Group, Inc.  | Javier Quiros Derek Hill Boris Said Bill Auberlen Tom Hessert jr.                                         | BMW M3 E36                 | Y      | 640    |
| 10   | GTS-3  | 39  | Jim Mathews Racing                | Jim Matthews Hurley Haywood David Murry Doc Bundy                                                         | Porsche 993                | P      | 638    |
| 11   | GTS-3  | 76  | Team A.R.E.                       | Kelly Collins Mike Doolin Scott Peeler Cort Wagner                                                        | Porsche 993 Carrera RSR    | Y      | 638    |
| 12   | GTS-2  | 31  | Konrad Motorsport                 | Bob Wollek Yannick Dalmas Wido Rössler Franz Konrad                                                       | Porsche 911 GT2            | M      | 637    |
| 13   | GTS-3  | 69  | Jorge Trejos                      | Tim Ralston Jeff Gamroth Jorge Trejos Monte Shelton                                                       | Porsche 993                | ?      | 632    |
| 14   | GTS-3  | 26  | Team Seattle/Alex Job Racing      | Anthony Lazzaro Eric Bretzel Mike Conte Angelo Cilli                                                      | Porsche 993                | Y      | 631    |
| 15   | GTS-1  | 94  | Viper Team Oreca                  | Olivier Beretta Tommy Archer Dominique Dupuy                                                              | Chrysler Viper GTS-R       | M      | 628    |
| 16   | GTS-2  | 98  | Schumacher Racing                 | Larry Schumacher John O'Steen Will Pace Robert Nearn                                                      | Porsche 911 Carrera RSR    | P      | 627    |
| 17   | GTS-3  | 25  | Team Seattle/Alex Job Racing      | Jeff Purner Terry Lingner Robbie Groff Charles Slater                                                     | Porsche 964 Carrera RSR    | P      | 624    |
| 18   | GTS-3  | 6   | Prototype Technology Group, Inc.  | John Fergus Ron Finger Dan Marvin Boris Said Derek Hill                                                   | BMW M3 E36                 | Y      | 622    |
| 19   | GTS-1  | 46  | Lister Storm Racing               | Geoff Lees Tiff Needell Anthony Reid                                                                      | Lister Storm GTL           | M      | 615    |
| 20   | GTS-3  | 53  | Rohr Corp.                        | Axel Rohr Bruno Michelotti Denis Lay Uwe Sick                                                             | Porsche 964 Carrera RSR    | P      | 615    |
| 21   | GTS-3  | 04  | Max Schmidt                       | Mike Johnson Duke Johnson Max Schmidt Rusty Schmidt                                                       | Porsche 911 Carrera RSR    | P      | 609    |
| 22   | GTS-3  | 55  | Stadler Motorsport                | Lilian Bryner Enzo Calderari Ellen Lohr Ulli Richter                                                      | Porsche 964                | P      | 607    |
| 23   | GTS-3  | 40  | Paul Kumpen                       | Kurt Thiers Dirk Schoysman Jean-François Hemroulle Stéphane Cohen                                         | Porsche 911                | ?      | 602    |
| 24   | GTS-3  | 54  | Doug Trott                        | Richard Spenard John Ruther Spencer Lane Doug Trott Tom Baldwin Grady Willingham                          | Porsche 993                | ?      | 600    |
| 25   | GTS-2  | 56  | Martin Snow                       | Martin Snow Peter Kitchak Ray Lintott Terry Olilla                                                        | Porsche 911 GT2            | P      | 591    |
| 26   | WSC    | 63  | Downing/Atlanta Racing            | Tim McAdam Yojiro Terada Joe Castellano Jim Downing                                                       | Kudzu DLM                  | G      | 569    |
| 27   | GTS-3  | 96  | Proton Competition                | Helmut Reis Karl Augustin Manfred Jurasz Gerold Ried Kalman Bodis                                         | Porsche 911 GT2            | ?      | 565    |
| 28   | GTS-1  | 97  | Klaus Scheer                      | Edgar Dören Léo Van Sande Klaus Scheer Berndt Neutag                                                      | Porsche 911 GT2            | G      | 560    |
| 29   | GTS-3  | 78  | Team A.R.E.                       | Steve Velasquez Gary Blackman Steve Dente Richard Gray                                                    | Porsche 964 Carrera RSR    | Y      | 554    |
| 30   | GTS-1  | 35  | Bill McDill                       | Richard McDill Tom Juckette Gianni Biava Bill McDill                                                      | Chevrolet Camaro           | Y      | 540    |
| 31   | GTS-1  | 09  | Rice Racing                       | Ray Kong Tommy Miller Vic Rice Chris Neville                                                              | Pontiac Grand Prix         | ?      | 534    |
| 32   | GTS-1  | 37  | Hoyt Overbagh                     | Mauro Casadei Stefano Bucci Francesco Ciani Andrea Garbagnati                                             | Chevrolet Camaro           | G      | 507    |
| 33   | WSC    | 81  | Graham Williams                   | Kevin Sherwood Mike Millard Peter Hardman Nigel Greensall                                                 | ProSport 3000 Spyder       | D      | 498    |
| DNF  | WSC    | 8   | Support Net Racing                | Henry Camferdam Johnny O'Connell Scott Schubot Roger Mandeville                                           | Hawk C-8                   | Y      | 494    |
| 35   | GTS-1  | 90  | Road Circuit Technology           | Andy Petery Les Delano Tim O'Kennedy Craig Carter                                                         | Oldsmobile Cutlass Supreme | ?      | 490    |
| DNF  | GTS-1  | 91  | Rock Valley Oil & Chemical Co.    | Roger Schramm Stu Hayner John Heinricy Marty Miller                                                       | Chevrolet Camaro           | G      | 468    |
| DNF  | GTS-3  | 77  | Mattco Racing                     | Matthew Cohen Pete Halsmer John Morton Sylvain Tremblay                                                   | BMW M3 E36                 | Y      | 440    |
| DNF  | WSC    | 1   | Doyle Racing/Riley & Scott        | Wayne Taylor Scott Sharp Eric van de Poele                                                                | Riley & Scott Mk. III      | P      | 427    |
| DNF  | GTS-3  | 42  | Jarett Freeman                    | Jarett Freeman Simon Gregg Michael Duffy                                                                  | Porsche 993                | Y      | 422    |
| 40   | GTS-1  | 87  | John Annis                        | John Annis Kelly Toombs Neil Tilbor Chris Funk Keith Scharf David Donovan                                 | Chevrolet Camaro           | ?      | 404    |
| DNF  | GTS-2  | 85  | Chamberlain Engineering           | Chris Gleason Grant Thomas Jack Gratton Gerard MacQuillan                                                 | Porsche 911 GT2            | G      | 400    |
| 42   | GTS-3  | 24  | Team Seattle/Alex Job Racing      | Don Kitch jr. Chris Bingham Chip Hanauer Chuck Lyford Byron Sanborn                                       | Porsche 911                | G      | 400    |
| 43   | GTS-3  | 68  | The Racer's Group                 | Kevin Buckler Charlie Nearburg Steve Rees Fred Seipp                                                      | Porsche 993                | ?      | 393    |
| DNF  | WSC    | 29  | Target 24                         | Alex Caffi Ivan Capelli Fabio Montani Gabrio Rosa                                                         | Riley & Scott Mk. III      | P      | 390    |
| DNF  | GTS-3  | 83  | GT Racing Team                    | Gianfranco Brancatelli Luca Drudi Luigino Pagotto Renato Mastropietro Charles Margueron                   | Porsche 911                | P      | 387    |
| 46   | GTS-2  | 47  | TF Racing                         | Nick Longhi John Kohler Matt Turner Joseph Safina Gary R. Smith Jeff Lapcevich                            | Saleen Mustang             | ?      | 377    |
| DNF  | GTS-3  | 05  | Auto Sport South                  | Jeff Hays Cary Eisenlohr Steve Rebeil William Stitt Kevin Wheeler                                         | Porsche 993                | Y      | 374    |
| DNF  | GTS-3  | 7   | Prototype Technology Group, Inc.  | Dieter Quester Marc Duez Markus Oestreich Boris Said                                                      | BMW M3 E36                 | Y      | 373    |
| DNF  | GTS-1  | 75  | Robinson Racing                   | George Robinson Irv Hoerr Jack Baldwin Victor Sifton                                                      | Oldsmobile Aurora          | G      | 368    |
| 50   | GTS-1  | 27  | Hoyt Overbagh                     | Marco Polani Silvino Giarotti Fabio Rosa C. J. Johnson Marco de Iturbe                                    | Chevrolet Camaro           | G      | 353    |
| 51   | GTS-3  | 58  | Protechnik Racing                 | Philip Collin Lew Brouchier Mauro Barella Luca Cattaneo Sam Shalala Alex Tradd                            | Porsche 993                | ?      | 353    |
| 52   | WSC    | 60  | Kopf Precision Race Products Team | Owen Trinkler Roberto Quintanilla Jeff Ward                                                               | Keiler KII                 | G      | 348    |
| DNF  | GTS-1  | 64  | Mel A. Butt                       | Mel Butt Jim Higgs Dave McTureous Dennis King                                                             | Chevrolet Camaro           | G      | 339    |
| DNF  | GTS-1  | 71  | Johnny Unser                      | Boris Said Johnny Unser Enrico Bertaggia Ron Fellows                                                      | Callaway C7-R              | G      | 331    |
| 55   | GTS-3  | 44  | Brad Creber                       | Lance Stewart Brad Creber John Bourassa John Finger                                                       | Mazda RX-7                 | Y      | 310    |
| DNF  | GTS-2  | 70  | AD Sport                          | Kurt Dujardyn Kris Wauters Koen Wauters Jean-Paul Herreman                                                | Porsche 911 GT2            | P      | 304    |
| 57   | WSC    | 19  | Davin Racing                      | Mark Montgomery Edd Davin Butch Brickell                                                                  | Argo P                     | G      | 279    |
| 58   | GTS-2  | 67  | Saleen Allen Speedlab             | Price Cobb Phil Andrews Rob Rizzo David Warnock Robert Schirle Tim Allen                                  | Saleen Mustang             | ?      | 274    |
| DNF  | GTS-3  | 92  | RAE Motorsports                   | Raymond Boissoneau Peter Gobel J. W. Pettigrew David Loring Peter Argetsinger                             | Mazda RX-7                 | ?      | 271    |
| DNF  | WSC    | 16  | Dyson Racing                      | Andy Wallace John Paul jr. Butch Leitzinger James Weaver                                                  | Riley & Scott Mk. III      | G      | 227    |
| DNF  | GTS-1  | 80  | David Perelle                     | Richard Maugeri Sim Penton Rob Debartelobeu Dave Perelle                                                  | Oldsmobile Cutlass Supreme | G      | 219    |
| DNF  | GTS-3  | 73  | Jack Lewis Enterprises Ltd.       | Henry Taleb Edison Lluch Kurt Mathewson Scott Knollenberg                                                 | Porsche 993 Carrera RSR    | ?      | 209    |
| 63   | WSC    | 28  | FAB Factory Motorsport            | Jon Field A. J. Smith Ralph Thomas John Mirro Rick Ferguson                                               | Spice SE95                 | G      | 182    |
| 64   | GTS-1  | 62  | Diablo Racing                     | Tom Scheuren Kerry Hitt Bobby Jones Gerry Green                                                           | Chevrolet Camaro           | ?      | 181    |
| DNF  | WSC    | 2   | Screaming Eagles Racing           | Craig T. Nelson Case Montgomery Dan Clark Darin Brassfield                                                | Riley & Scott Mk. III      | Y      | 158    |
| DNF  | GTS-3  | 41  | Team Technodyne                   | Chris Cervelli Bruce Busby Mark Anderson                                                                  | Porsche 993 Carrera RSR    | P      | 138    |
| DNF  | WSC    | 95  | TRV Motorsports                   | Tom Volk Don Bell Bill Cooper Franck Fréon                                                                | Kudzu DL-4                 | ?      | 121    |
| 68   | GTS-2  | 65  | Saleen Allen Speedlab             | Robert Schirle Steve Saleen David Warnock Tim Allen                                                       | Saleen Mustang             | ?      | 109    |
| DNF  | GTS-1  | 51  | Fantasy Junction                  | Bruce Trenery Grahame Bryant Jeffrey Pattinson Patrick van Schoote                                        | Chevrolet Monte Carlo      | ?      | 101    |
| DNF  | GTS-1  | 45  | Davies Motorsports                | Scott Goodyear Ed Davies Arie Luyendyk                                                                    | Porsche 964 Turbo          | G      | 95     |
| DNF  | GTS-3  | 38  | Mark Hein                         | Dorsey Schroeder Peter Cunningham John Green Mark Hein Greg Loebel                                        | Acura NSX                  | Y      | 90     |
| DNF  | WSC    | 88  | MSI Racing                        | Ross Bentley Danny Sullivan Jeff Jones Robbie Buhl                                                        | Riley & Scott Mk. III      | G      | 72     |
| DNF  | GTS-3  | 22  | Paul Reisman                      | Paul Reisman John Reisman Shane Lewis Buddy Norton                                                        | Chevrolet Camaro           | ?      | 57     |
| DNF  | GTS-1  | 15  | Anthony Puleo                     | Ernst Gschwender Anthony Puleo Mark Kennedy Daniel Urrutia                                                | Chevrolet Camaro           | ?      | 46     |
| DNF  | GTS-3  | 50  | Paul Kumpen                       | Alfons Taels Georges Cremer Paul Kumpen Albert Vanierschot                                                | Porsche 911                | ?      | 39     |
| DNF  | GTS-2  | 61  | Konrad Motorsport                 | Cor Euser Bernd Netzeband Bert Ploeg Wolfgang Kaufmann                                                    | Porsche 911 GT2            | M      | 23     |
| DNF  | GTS-2  | 00  | Agusta Racing                     | Almo Coppelli Rocky Agusta Carl Rosenblad                                                                 | Chevrolet Corvette         | D      | 23     |
| DNF  | GTS-1  | 34  | Todd Vallancourt                  | Todd Vallancourt Hal Corbin Bill Evans Toto Lasally                                                       | Oldsmobile Cutlass Supreme | H      | 22     |
| DNF  | GTS-1  | 49  | Dan Shaver                        | Dan Shaver Jack Willes Joe Varde                                                                          | Chevrolet Camaro           | ?      | 16     |
| DNF  | WSC    | 9   | Courage Competition               | Fredrik Ekblom Didier Cottaz Jérôme Policand                                                              | Courage C41                | M      | 12     |
| DNS  | WSC    | 02  | Screaming Eagles Racing           | Dan Clark                                                                                                 | Spice SE90                 | ?      | 0      |
| DNS  | GTS-3  | 84  | Luigino Pagotto                   | Walter Meloni Léo Van Sande                                                                               | Porsche 911                | ?      | 0      |
| DNQ  | GTS-1  | 17  | Art Pilla                         | Arthur Pilla Oma Kimbrough David Kicak                                                                    | Porsche 911 GT2            | G      | 0      |
| DNQ  | GTS-3  | 86  | G&W Motorsports                   | Danny Marshall Arthur Urciuoli Peter Chambers Martyn Konig                                                | Porsche 993 Cup            | D      | 0      |
| DNQ  | GTS-3  | 5   | Doug Trott                        | Tom Dean Tom Baldwin Tony Burgess Grady Willingham                                                        | Porsche 911                | T      | 0      |
| DNQ  | GTS-3  | 07  | Pettit Racing                     | Cameron Worth Enzo Potolicchio John Brown Rodger Bogusz                                                   | Mazda RX-7 Turbo           | H      | 0      |
| DNQ  | GTS-3  | 32  | Steve Goldin                      | Steve Goldin Keith Goldin Mark Montgomery Martin Shuster                                                  | Mazda RX-7                 | H      | 0      |
| DNQ  | GTS-3  | 12  | Rick Fairbanks                    | Rick Fairbanks Nick Ham Chuck Cottrell Mark Neuhaus Chris Gleason                                         | Porsche 911                | ?      | 0      |
| DNQ  | GTS-3  | 82  |                                   | Rob Collins Trevor Hilliar Dan Moon John Drew Neil Crilly                                                 | Porsche 911                | D      | 0      |
| DNQ  | GTS-3  | 52  | Kryderacing                       | Reed Kryder Frank Del Vecchio Christian Heinkélé David Green                                              | Nissan 240SX               | ?      | 0      |
| DNQ  | GTS-3  | 36  | Phoenix American Motorsports      | Stu Hayner John Heinricy Marty Miller Jim Michaelian                                                      | Pontiac Firebird           | ?      | 0      |
| DNQ  | GTS-3  | 57  | Kryderacing                       | Reed Kryder Willie Beck Helmut Reuscher Gred Holtkamp Alistair Morrison                                   | Nissan 240SX               | ?      | 0      |
| DNQ  | GTS-1  | 79  | Tim Banks                         | Tim Banks                                                                                                 | Oldsmobile Cutlass Supreme | ?      | 0      |
| DNQ  | GTS-3  | 66  | G&W Motorsports                   | Danny Marshall Steve Marshall                                                                             | Porsche 964                | G      | 0      |
| DNQ  | GTS-1  | 72  | Tim Banks                         | Tim Banks                                                                                                 | Chevrolet Corvette         | D      | 0      |
| DNQ  | WSC    | 33  | FAB Factory Motorsport            | John Mirro Oliver Kuttner Ralph Thomas A. J. Smith Rick Ferguson                                          | Kudzu DG-2 WSC             | ?      | 0      |

1962 · 1963 · 1964 · 1965 · 1966 · 1967 · 1968 · 1969 · 1970 · 1971 · 1972 · 1973 · 1974 · 1975 · 1976 · 1977 · 1978 · 1979 · 1980 · 1981 · 1982 · 1983 · 1984 · 1985 · 1986 · 1987 · 1988 · 1989 · 1990 · 1991 · 1992 · 1993 · 1994 · 1995 · 1996 · 1997 · 1998 · 1999 · 2000 · 2001 · 2002 · 2003 · 2004 · 2005 · 2006 · 2007 · 2008 · 2009 · 2010 · 2011 · 2012 · 2013 · 2014 · 2015 · 2016 · 2017 · 2018 · 2019 · 2020 · 2021 · 2022 · 2023 · 2024 · 2025